# Irmeli Jung
Irmeli Jung, född 29 maj 1947 i Tammerfors, är en finländsk porträttfotograf.
Jung studerade till yrkesfotograf i Hannover på 1960-talet. Hon flyttade 1972 till Paris där hon sedan dess utfört sin huvudsakliga gärning främst som porträttfotograf. Hon har avporträtterat internationellt kända konstnärer och författare bland annat för tidskriften Le Monde. Av hennes kända inhemska modeller kan nämnas Tarja Halonen, Tove Jansson, Veijo Meri, Juhani Harri, Johanna Ehrnrooth, Magnus Lindberg och Kaija Saariaho. Hon har i regel strävat efter att avbilda sina modeller i deras vardagsmiljö.
Jung har ställt ut bland annat i Pompidoucentret i Paris. Hon har publicerat fotoböcker om filosofen E.M. Cioran (1989) och sångaren Juliette Gréco (1990). År 1994 undervisade hon vid franska statens fotoskola i Arles. År 2008 beviljades hon statens konstnärspension.